# Indirekt nyomtatás
Az indirekt nyomtatás olyan nyomtatás, amikor a kövön végzett nehézkes munka helyett a papíron készítik el a képet, és azt valamilyen átnyomtató eljárással viszik át a kőre.
Az átnyomtatásnak egyre nagyobb szerepe volt a litográfiában, a kemigráfiában, a fotomechanikában és a mélynyomtatásban, sőt, az ofszetnyomtatásban is.